# 악력기

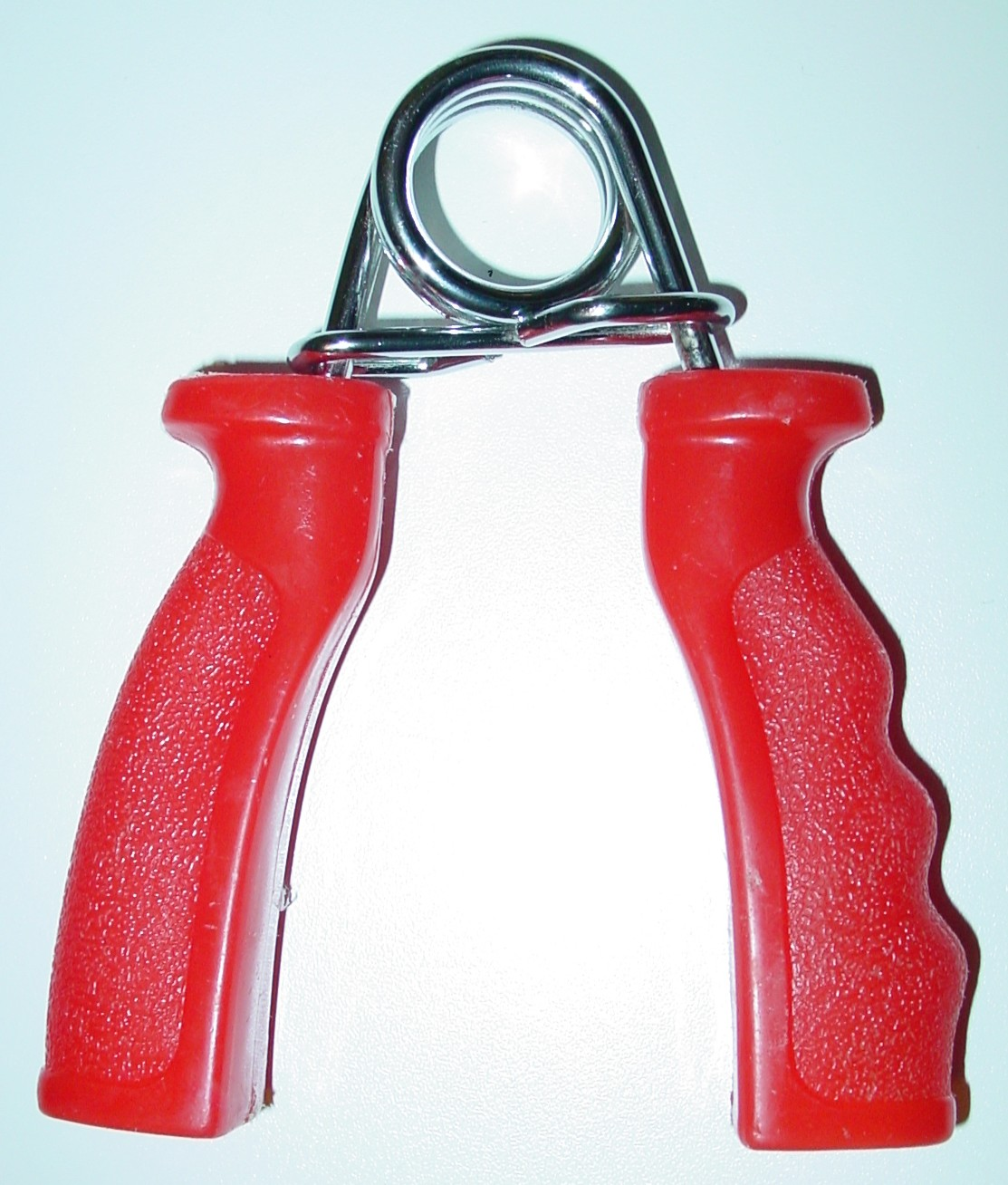
대중적인 플라스틱 손잡이 악력기

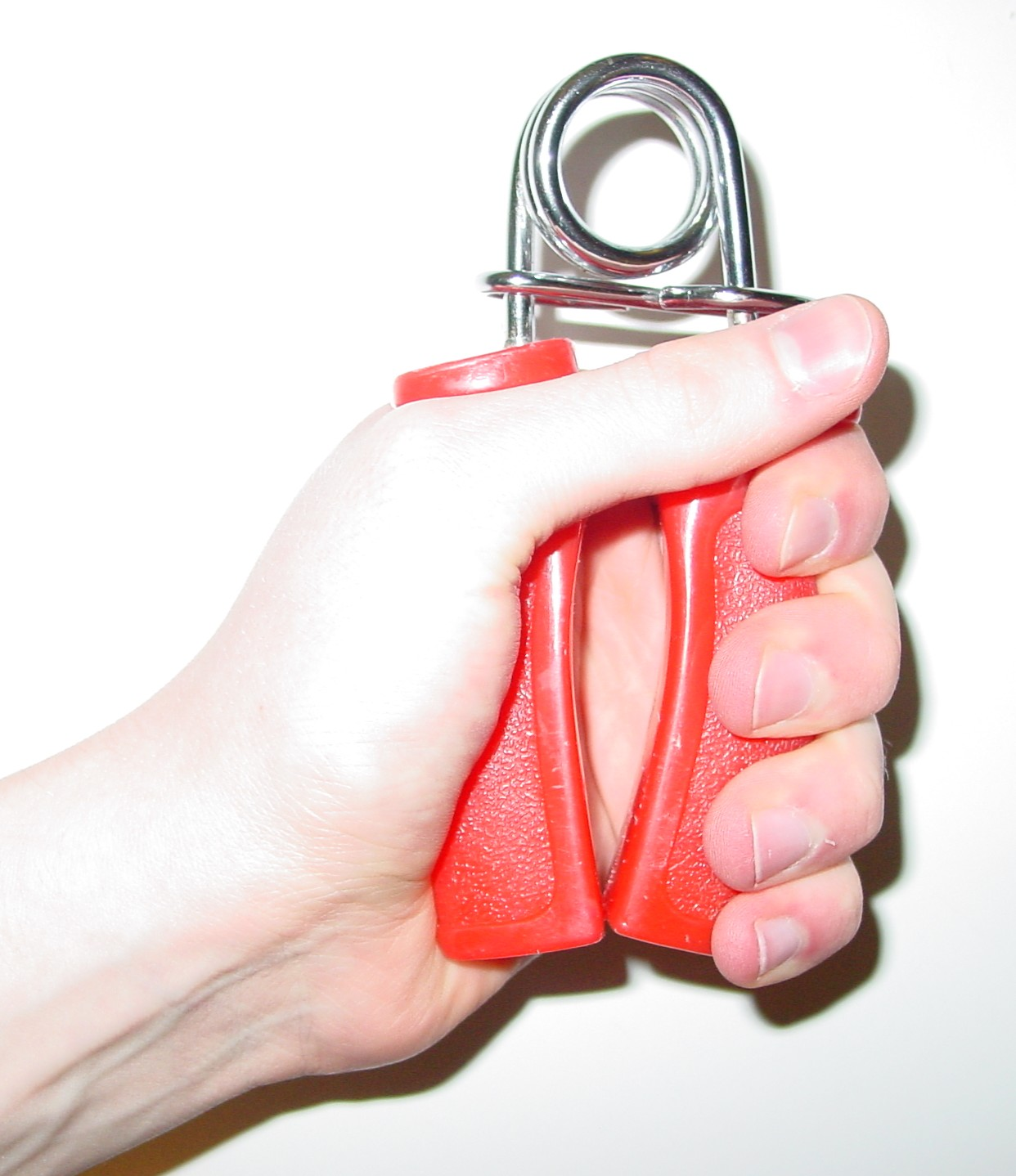
쥐는 악력기

악력기(握力器, grippers)는 주로 손의 근력을 테스트하고 강화하는 데 사용된다. 이 특정 형태의 악력은 분쇄 악력(crushing grip)이라고 불리는데, 이는 엄지손가락이 아닌 나머지 네 손가락이 주동근임을 의미한다고 정의된다.
브랜드마다 차이가 있지만, 표준 악력기의 공통적인 특징은 두 개의 손잡이가 달린 비틀림 스프링을 사용한다는 것이다. 이러한 요소들의 정확한 치수는 다양하며, 사용되는 재료도 다르다. 스프링은 다양한 종류의 강철로 만들어지며, 손잡이는 일반적으로 나무, 플라스틱, 강철 또는 알루미늄으로 만들어진다.

## 역사
20세기 초부터 중반까지의 악력기는 일반적으로 나무 손잡이를 가지고 있었고, 강한 사람이 쥐기 매우 쉬웠으며, 보디빌딩-역도 잡지에 정기적으로 광고되는 제품이었다. 이러한 대중적인 악력기는 오늘날 스포츠 용품점과 운동 장비점에서 흔히 볼 수 있는 저렴한 플라스틱 손잡이 악력기로 대부분 대체되었다.
20세기 초 최고의 프로 스트롱맨 토머스 인치는 1930년대에 거의 모든 사람이 쥐는 것을 거부했던 두 개의 챌린지 너트크래커 악력기를 가지고 있었는데, 특정 도전 과제로서의 위상 외에도 이 악력기의 디자인과 적용은 악력을 평가하는 합리적인 방법으로 칭찬받았다.
1964년, 아이언 맨 잡지는 "아이언 맨 슈퍼 헤비 그립 디벨로퍼"를 소개했는데, 대중적인 악력기와 달리 이 악력기는 강철 손잡이와 두꺼운 스프링을 가지고 있었고 쥐기 매우 어려웠다. 이 악력기의 인기는 제한적이었고, 1977년에 단종되었다.
1990년, 아이언마인드는 원래의 아이언 맨 악력기를 다시 출시했으며, 그해 말 회사는 악력기의 정확성, 내구성, 외관 개선을 목표로 디자인을 수정하기 시작했다. 단순히 세계에서 가장 강한 남성도 사용할 수 있는 악력기를 만드는 것뿐만 아니라. 아이언마인드는 영구적인 표시가 있는 알루미늄 손잡이도 도입했다. 이 두 가지 특징은 이후 중화인민공화국과 인도와 같은 저가 제조 센터의 제조사를 포함한 다른 제조사들도 채택했으며, 브랜드에 상관없이 더 어려운 악력기에서 흔히 볼 수 있게 되었다. 동시에 세계에서 가장 강한 사람들에게도 도전적인 악력기에 대한 관심은 훈련이나 신체 능력과 직접적으로 관련된 사람들 외의 청중들에게까지 확대되었고, 새크라멘토 비와 같은 출판물에서도 보도되었다. 그리고 비즈니스위크.

## 강도 수준
악력기는 초보자부터 세상에서 가장 힘센 사나이 우승자(마그누스 사무엘손 등)까지 모두에게 적합한 다양한 강도로 출시된다. 마그누스 사무엘손의 유튜브 영상 클립에서 캡틴 오브 크러시 악력기 4호를 쥐는 모습은 200만 회 이상 조회되었다.
1991년, 아이언마인드는 공식적인 조건 하에서 가장 어려운 악력기를 쥘 수 있는 사람들을 인증하기 시작했으며, 캡틴 오브 크러시 3호, 캡틴 오브 크러시 3.5호, 그리고 캡틴 오브 크러시 4호에서 인증받은 사람들의 명단을 관리한다. 이 강도 수준의 악력기를 쥐는 것은 맨손으로 생감자를 으깨는 것에 비유된다. 2011년, 아이언마인드는 공식적으로 캡틴 오브 크러시 2호 악력기를 쥔 여성을 인증하기 시작했다.

## 사용법
사용자는 한 손에 악력기를 들고 두 손잡이가 서로 닿을 때까지 쥔다. 일단 닿으면 손잡이를 놓아주고 동작을 반복한다. 이 기본적인 동작의 변형에는 네거티브(아래 참조)와 다양한 부분적인 동작이 포함된다. 예를 들어, 악력기의 강도가 사용자의 강도를 초과하는 경우 사용자는 손잡이를 최대한 멀리 움직이면서 최대 힘을 가할 수 있다. 심지어 손잡이가 닿지 않더라도 말이다. 또 다른 부분적인 동작은 두 손으로 손잡이를 서로 약 19mm (3/4인치) 이내로 쥐고 한 손을 놓아주고 다른 손으로 악력기의 손잡이가 서로 닿게 하는 것이다. 네거티브는 악력기 손잡이가 서로 닿는 상태에서 시작하여 악력기가 열리는 동안 신장성 수축으로 저항하는 것을 포함한다.

## 훈련
역사적으로 사용자들은 고반복으로 악력기를 훈련했지만, 더 어려운 악력기가 나오기 전에는 이것이 필요했지만 근력을 늘리는 비효율적인 방법이며, 다른 근력 훈련 프로토콜과 일치하는 낮은 반복이 선호된다는 주장이 제기되었다. 캡틴 오브 크러시 4호 악력기를 처음으로 인증받은 조 키니는 네거티브 개념을 악력기 훈련에 도입한 것으로 알려져 있다. "딥 세트" 자세(손잡이 사이 약 19mm 간격)에서 악력기를 시작하는 아이디어는 키니의 성공에서 영감을 받았지만, 키니가 아닌 저자가 개발한 훈련 원리와 기술에 초점을 맞춘 이북에서 유래했다. 랜들 J. 스트로센은 효과적인 근력 훈련의 일반적으로 받아들여지는 원칙이 다른 어떤 동작에도 적용되는 것처럼 악력기에도 적용된다고 주장했다.
스트롱맨 존 브룩필드는 스트랩 홀드를 개발했는데, 스트랩이나 벨트에서 작은 무게를 매달아 악력기의 손잡이를 무게가 떨어지지 않을 만큼 세게 쥐어 제자리에 고정하는 아이디어이다. 이는 그가 개척한 많은 훈련 혁신 중 하나이다. 팔씨름 선수들은 이 스포츠를 위한 더 큰 근력 훈련 프로그램의 일환으로 악력기를 사용하여 특정 훈련 프로토콜을 구축한 최초의 사람들 중 하나였다.

## 등급 및 정확도
예상되는 가변성의 양을 설명하기 위해 악력기는 보정되지 않은 바벨 플레이트와 비유되는데, 이는 가장 기본적인 수준에서 보정된 바벨 플레이트(즉, 좁게 정의된 사전 설정된 표준에 적합해야 하는 바벨 플레이트)보다 더 큰 가변성을 가질 것이라는 것을 의미하지만, 상당한 수준의 정확도가 악력기에 달성 가능하다는 증거가 있다.
악력기는 일반적으로 제곱 인치당 파운드에서 인치-파운드, 인치와 같은 단위로 평가되지만, 많은 경우 이러한 숫자는 실제 의미가 거의 없으며 모든 경우에 바벨 플레이트의 라벨(파운드 또는 킬로그램)만큼 투명하지 않으므로 주의해서 봐야 한다는 주장이 제기되었다. 마찬가지로 "보정"은 때때로 잘못 사용되는데, 악력기가 외부 표준에 적합하게 만들어지는 대신 주관적으로 또는 객관적으로 평가되는 경우처럼 말이다.

## 오해
보정에 대한 오해와 함께, 악력기에 대한 두 가지 다른 오해가 2003년에 소개되었다. 그 중 하나는 악력기 스프링의 특성이 안정화되기 전에 일정 횟수의 반복 과정에서 변할 것이라는 생각이었는데, 이 과정은 "시즈닝"이라고 불렸다.
대안적인 관점은 악력기를 쥐는 데 필요한 힘이 스프링의 기계적 한계를 초과하면 스프링이 구부러지지만, 올바르게 설계되고 제작된 악력기에서는 그러한 구부러짐이 발생하지 않는다는 것이다. 그러한 구부러짐은 연속적인 시도에서 악력기를 쥐기 더 쉽게 만들지만, 구부러지지 않는 스프링을 가진 악력기는 일정하게 유지된다.
더 날카로운 굽힘이 있는 비틀림 스프링의 팔은 "도그레그"라고 불렸고, 악력기를 쥐는 데 필요한 힘에는 차이가 없지만, 도그레그를 누르면 악력기를 처음 꺾는 데 "덜 노력"이 필요하다고 명시되었다. 다른 사람들은 악력기가 손잡이에 가해지는 힘에 대해 대칭적이며 도그레그는 또 다른 미신이라고 주장했으며, 이는 근본적인 물리학적 분석을 통해 입증되었다. 그러나 이 개념들은 여전히 사용되고 있다. 악력기에 대한 주관적인 보고와 객관적인 사실은 항상 일치하지 않는다.

## 비전통적인 악력기
전통적인 악력기는 엄지손가락은 고정되어 있고 나머지 네 손가락이 악력기를 쥐는 데 필요한 힘을 가하지만, 한 번에 전체 손으로 사용된다. 그러나 손가락을 한두 개씩 훈련할 수 있는 특수 악력기도 존재한다. 전통적인 악력기는 손잡이 길이가 고정되어 있지만, 다른 시기에 사용자가 악력기를 쥘 때 관여하는 지렛대의 양과 움직임의 범위를 변경할 수 있는 가변 길이 손잡이가 있는 악력기가 도입되었다.

## 같이 보기
- 악력
- 악력기의 강도를 측정하는 방법